# Sagan om den lilla, lilla gumman
Sagan om den lilla, lilla gumman är ursprungligen en folklig ramsa. 
1887 publicerades denna på Fritzes förlag med många andra i Barnens lilla Julbok – Gamla rim och visor – Ritad af Ottilia Adelborg. Den har också blivit en barnbok av Ottilia Adelborgs väninna Elsa Beskow från 1897, baserad på sagan hon själv hörde som liten flicka då hennes mormor berättade den.

## Ottilia Adelborg
Det var en liten, liten gumma,

Som hade en liten, liten stuga

Och en liten, liten ko

Och en liten, liten stäfva

Och en liten, liten katt

Så skulle den lilla, lilla gumman

Mjölka den lilla, lilla kon

I den lilla, lilla stäfvan

Så kom den lilla, lilla katten

Och drack ur den lilla, lilla mjölken

"Sjas!" sa' gumman.

## Elsa Beskow
Sagan finns med olika bilder, och olika slut. I den ursprungliga versionen säger gumman bara "Schas katta!", men Gerard Bonnier fick Elsa Beskow att lägga till en sida, där "katten sprang till skogs och kom aldrig mer igen". 50 år senare gjorde hon nya bilder, då originalen försvunnit. Slutet ändrades igen om katten, så "men kanske ändå att han kom hem till slut".